# 特定産業振興臨時措置法案
特定産業振興臨時措置法案（とくていさんぎょうしんこうりんじそちほうあん）は、1963年から1964年にかけて日本の内閣が国会に3回にわたって提出した法律案である。いずれも審査未了のまま廃案となった。通称は特振法案。

## 概要
貿易自由化や資本自由化という外資参入の危機感から、通商産業省企業局長・佐橋滋が立案し、同局第一課長・両角良彦らと共に推し進めた国内産業向けの合理化構想の法案である。
1962年（昭和37年）5月、通産省は産業構造調査会（部会長・有沢広巳）を通じて、フランスの混合経済をお手本にした「新産業秩序」を提唱。イギリスが、国内企業が外資に駆逐されて“ウィンブルドン現象”に陥ったのに対して、フランスをお手本に、企業の大規模化のためには、民間だけに任せたのではダメで、政府が権力を持たずに民間と平等の立場で参加する、との官民協調の推進策であった。当初、経団連会長 石坂泰三は「形を変えた官僚統制」と反対、また合併・集中の促進なら「独禁法緩和が先」だとした。同年8月末、通産側も、乗用車・特殊鋼などの問題業種・企業を対象とすること、(1)まずその業種・企業に自主調整・官民協調・法的規制のいずれが適当かを官民で検討、(2)官民協調が適当である業種・企業に対してだけ、政府・金融・産業・中立のそれぞれの代表者から協調懇談会を設け、生産・投資・輸出などの目標を設置する、という二段構え方式で妥協して財界の了承をとりつけた。しかし、自主調整論が財界・産業界に根強く、「新産業秩序」の中身も未だ具体化していなかった 。
1963年（昭和38年）3月、鉄鋼業（合金鉄・特殊鋼・電線）・石油化学（化学繊維）・自動車産業（乗用車・自動車タイヤ）を特定産業に指定し、合併ないし整理統合、設備投資を進めることを骨子として、この法案が閣議決定され、通産省にとっての最大課題であった中小企業基本法案と同時に国会に提出されたが、中小企業基本法案は成立、特振法案は三度にわたって審議未了のため廃案となった。
特振法案は、通産省・金融界・産業界の三者間の協調による混合経済体制作りを目指したものであったが、野党、業界、全銀協会長・宇佐美洵などが反対の立場をとり、またこの法案を巡る通産省内での、“統制派”と“自由派”、ないし“国内派・民族派”と“国際派”といった対立軸が「官僚たちの夏」などの媒体でも描かれた。産業政策を専門とする一群は統制派に、ジェトロや在外公館出向経験者ら通商政策・貿易振興を所管するグループが自由派の中心であった。のちに“佐橋派”は川原英之の死で実質瓦解したが、両角良彦、山下英明、小松勇五郎らが中心となった“反佐橋派”といった派閥争いの形で継続していった。　
1964年（昭和39年）には、日本はIMF8条国に移行、さらに同年4月にはOECDに加盟し、その後は資本自由化も含めた貿易自由化の急速な進展を見ることとなった。